# さくらんぼカントリークラブ
さくらんぼカントリークラブは、山形県村山市にあるゴルフ場である。

## コース情報
- 設計者
  - 大西久光
- コース規模
  - 18ホールズ
    - 日本ダンロップの協力も得て完成[1]。

## 施設案内
- クラブハウス
- レストラン
- コンペティション

## 所在地
- 山形県村山市大字名取3302

## 営業期間
冬季は営業を休止している。

## アクセス
- 車
  - JR村山駅から約12分
  - 山形空港から約20分
  - 東北中央自動車道東根ICから約20分。
  - 山形自動車道寒河江ICから約25分。